# Гуальтієрі-Сікаміно
Гуальтієрі-Сікаміно (італ. Gualtieri Sicaminò, сиц. Gualtieri Sicaminò) — муніципалітет в Італії, у регіоні Сицилія,  метрополійне місто Мессіна.
Гуальтієрі-Сікаміно розташоване на відстані близько 480 км на південний схід від Рима, 175 км на схід від Палермо, 21 км на захід від Мессіни.
Населення — 1821 особа (2014).

## Демографія
Населення за роками:

Станом на 1 січня 2023 року в муніципалітеті офіційно проживало 46 іноземців з 10 країн, серед них 24 громадяни країн Євросоюзу.

## Сусідні муніципалітети
- Кондро
- Паче-дель-Мела
- Сан-П'єр-Нічето
- Санта-Лучія-дель-Мела